# 栗原基
栗原 基（くりはら もとい、1876年2月15日 - 1967年8月26日）は、日本の英語教育者、キリスト教学者、翻訳家。

## 経歴
1876年、宮城県仙台生まれ。第二高等学校、仙台ホサナ教会でアニー・S・ブゼルにキリスト教を学び、東京帝国大学文学部英文科に進んだ。大学では、ラフカディオ・ハーン（小泉八雲）の教えを受ける。1901年に大学を卒業。
卒業後、1902年より広島高等師範学校教授。1912年、京都YMCA主事、第三高等学校教授に就任。1930年に三・一五事件との関連により退官した。その後は同志社大学、尚絅女学院大学で教えた。

## 家族・親族
- 娘：栗原俊子。敏子の夫は鈴木安蔵で、「東大八雲講義受講ノート」八冊を残した[1]。
- 長男・栗原佑

## 著作
- 『霊光録』（洛陽堂） 1916
- 『ポイント・オヴ・ヴィユー』（警醒社書店） 1920
- 『趣味の英語 一日一文』（広文堂） 1925
- 『最新英譯和譯學修法』（春陽堂、受驗叢書） 1930
- 『ブゼル先生伝』（ブゼル先生記念事業期成会） 1940、のち改題『ブゼル先生伝 伝記・アンネー・サイレーナ・ブゼル』（大空社、伝記叢書） 1992
- 『バーバンクと植物品種の創造』（恒星社） 1942
- 『植物王バーバンク 「彼はどうやって新品種を創作したか」』（恒星社厚生閣） 1949
- 『日本の始まり 新説 神話は生きていた』（講談社） 1969

### 共編著
- 『英国文学史』（藤沢周次共編、博文館、帝国百科全書） 1907
- 『袖珍世界辭典』（大橋五郎共編、博文館） 1913
- 『高等学校程度入学模擬試験英語問題及解答』（須貝清一共著、広文堂） 1924
- 『分類的英文問題選及訳』（山藤美可共著、閤文閣） 1924
- 『英文解釋必修問題集』（山藤美可共著、廣文堂） 1927

## 翻訳
- 『耶蘇伝』（アルノー・ノイマン、警醒社） 1910
- 『人間修養論』（ジョン・ラスキン、訳注、博文館） 1911
- 『社会政策概論』（チャールス・リチモント・ヘンデルソン、大日本図書） 1914
- 『耶蘇の人格』（ヘンリー・エマーソン・フォスヂック、、日本基督教興文協会） 1915、のち改題『イエスの人格』（比叡書房） 1953
- 『日米問題』（シドニー・ギユリツク、警醒社書店） 1915
- 『スポルヂョン説教集』（赤井米吉共訳、磯部甲陽堂） 1916
- 『フオスヂツク霊交録』（日本基督教興文協会） 1916
- 『耶蘇の社会訓』（ウオルター・ラウシエンブシ、日本基督教青年同盟本部） 1918
- 『信仰の意義』（フオスヂツク、開拓社） 1921 - 1922
- 『ヘルン文學選集[2]』（積善館） 1924
- 『朝祷』（訳、福音書館） 1924
- 『黄金河の王様』（英文精粹, 泉一夫共編、創生社書店） 1925
- 『現代の聖書観 梗概』（フオスヂツク、開拓社） 1925
- 『現代の信仰観』（フオスヂツク、開拓社） 1925
- 『近代文明と基督教』（ラインホルド・ニーバー、イデア書院、基督教思想叢書） 1928
- 『トレメンダス・トライフルズ』（G・K・チェスタトン、廣文堂） 1929
- 『近代基督教思想史』（アーサー・クシュマン・マッギファート、有賀鉄太郎共訳、新生堂、基督教思想叢書） 1930
- 『新社会建設のため 新祷書』（ラウシエンブツシユ、基督教思想叢書刊行会） 1932
- 『無宗教への叛逆』（フオスヂツク、基督教思想叢書刊行会） 1935
- 『ナザレ人イエス』（H・E・フォスヂック、日本基督教青年会同盟） 1954
- 『宝瓶宮福音書』（リバイ・ドーリング、霞ケ関書房） 1970

## 記念文集
- 『思い出の父栗原基』（菊沢喜美子著、善通寺、私家版） 1969
- 『栗原基先生記念追悼集』（栗原基先生記念追悼集刊行会、昭森社） 1980